# Drentsche en Overijsselsche Schroefstoombootdienst
De Drentsche en Overijsselsche Schroefstoombootdienst was een in Assen gevestigde rederij, die tussen 1863 en 1877 verbindingen onderhield in Drenthe en Overijssel.  De dienst was een vorm van beurtvaart: gecombineerd vervoer van personen, vee en vracht volgens een vaste dienstregeling.
De rederij werd in 1863 opgericht door de transportondernemer Egbert Beijer (1840-1919), afkomstig uit een Meppels schippersgeslacht, die eerder reeds een trekschuitverbinding op de Drentsche Hoofdvaart had onderhouden. Begin 1864 kon de eerste verbinding in de vaart gebracht worden, tussen Assen en Zwolle, die werd uitgevoerd met het stoomschip Magdalena Elizabeth. In september van dat jaar werd een tweede stoomschip in de vaart gebracht, de Cupido. Met beide schepen kon de rederij een dagelijkse afvaart in beide richtingen aanbieden. Onderweg werd afgemeerd in Smilde, Dieverbrug, Meppel, Zwartsluis en Hasselt.
Beijer nam in 1877 het initiatief tot oprichting van de Drentsche Stoomboot Maatschappij, die als hoofddoel had een verbinding met Amsterdam tot stand te brengen. Daarbij bracht hij de schepen en andere bezittingen van de 'Drentsche en Overijsselse' in, die hiermee ophield te bestaan.